# مرگ آدونیس (روبنس)

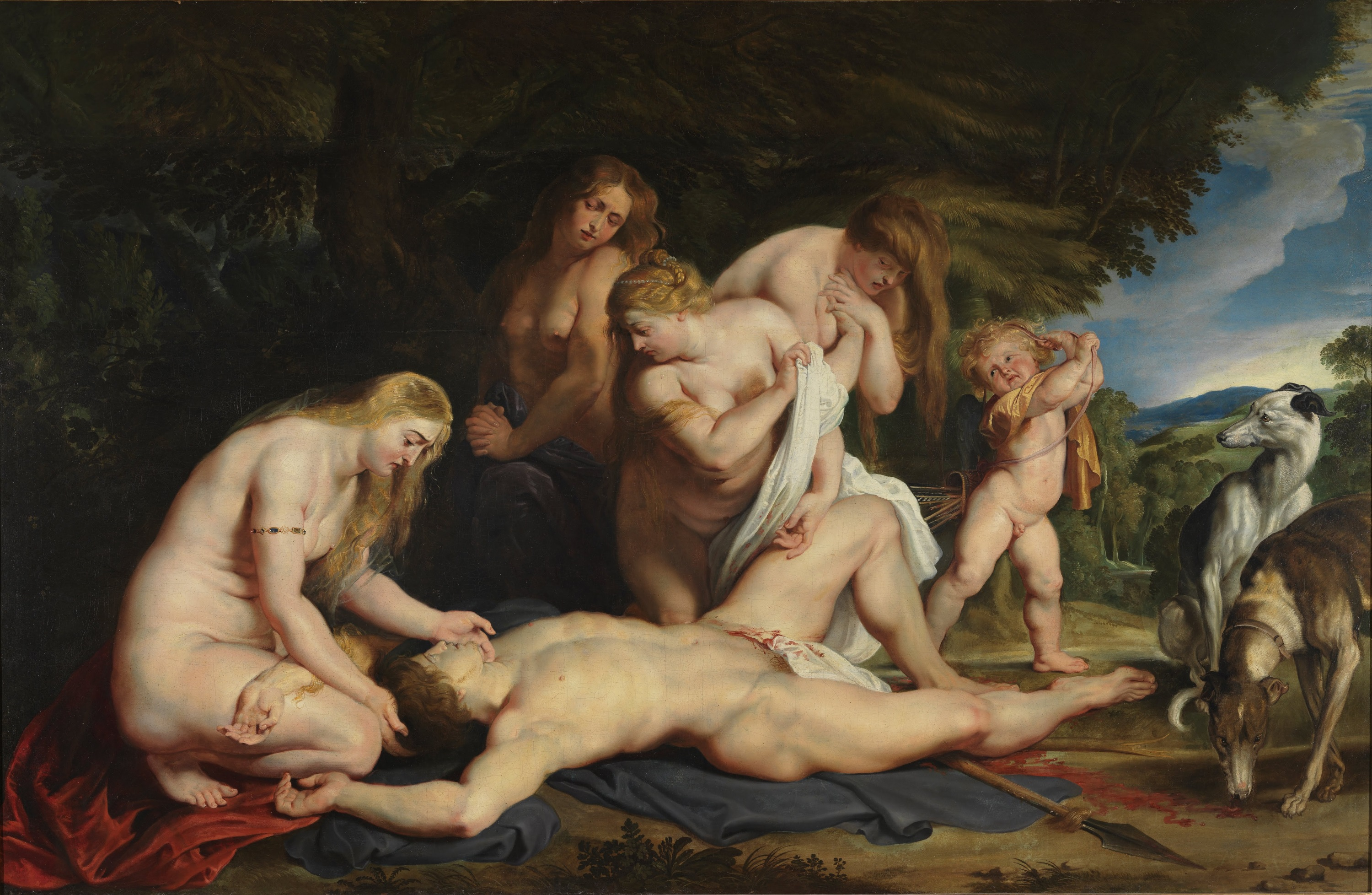

مرگ آدونیس (به انگلیسی: The Death of Adonis) یک نقاشی در سال ۱۶۱۴ توسط پیتر پل روبنس است که هم‌اکنون در موزه اسرائیل در اورشلیم قرار دارد. این تابلو نشان می‌دهد که برای آدونیس مرده، ونوس، کوپید و سه الهه رحمت در حال سوگواری بودند.
این نقاشی توسط شاول پی اشتاینبرگ به موزه اسرائیل اهدا شد.